# Ключанское сельское поселение
Ключанское сельское поселение — муниципальное образование в составе Кораблинского района Рязанской области.
Административный центр — село Ключ.

## Население
| 2010  | 2012  | 2013  | 2014  | 2015  | 2016  | 2017  | 2018  | 2019  |
| ----- | ----- | ----- | ----- | ----- | ----- | ----- | ----- | ----- |
| 935   | ↗1007 | ↗1058 | ↗1096 | ↗1159 | ↗1175 | ↘1163 | ↘1122 | ↘1045 |
| 2020  | 2021  |       |       |       |       |       |       |       |
| ↘1016 | ↗1117 |       |       |       |       |       |       |       |

## Состав сельского поселения
В состав сельского поселения входят 9 населённых пунктов
| № | Населённый пункт | Тип населённого пункта       | Население |
| - | ---------------- | ---------------------------- | --------- |
| 1 | Быковская Степь  | посёлок                      | 252       |
| 2 | Демьяново        | деревня                      | ↘27       |
| 3 | Заречье          | деревня                      | 6         |
| 4 | Ключ             | село, административный центр | ↘636      |
| 5 | Кривка           | деревня                      | 0         |
| 6 | Новые Воды       | деревня                      | 10        |
| 7 | Пахомовка        | деревня                      | 1         |
| 8 | Петрово          | деревня                      | 1         |
| 9 | Чигасово         | деревня                      | 2         |

## Местное самоуправление
Главы сельского поселения
- до 2023 года — Владимир Петрович Карасёв
- с 2023 года — Алексей Александрович Именин